# PDUFA date
PDUFA dateは、アメリカのFDAが新薬承認申請および生物製剤承認申請された医薬品に対して、承認の是非を回答しなければならない期日の俗称であり、FDAによる審査終了目標日のこと。ユーザー・フィー法により規定され、承認手続きの期日を遵守する代わりに製薬メーカーは手数料をFDAに提供する。

## 歴史
ユーザー・フィー法が制定される以前は、新薬承認申請の承認期間の中央値は21～29 ヵ月であった 。ユーザー・フィー法は、医薬品承認のより予測可能なスケジュールを確保しながら、FDAへの資金提供を促進するために1992年に可決、成立した 。ユーザー・フィー法の制度下では、新薬承認申請および生物製剤承認申請は申請時に手数料が課さられる。2021年の時点で、この料金は臨床試験データを必要とする場合は2,875,842 米ドル、必要としない場合は1,437,921 米ドルとなっている 。資金提供の代わりに、FDA は大部分の申請については10 か月以内、優先審査については 6 か月以内に申請の審査を完了するよう努めている。したがって、PDUFA dateは、新薬承認申請および生物製剤承認申請に関する承認の決定がいつ行われるかについての「最良の推定値」として機能している。
PDUFA dateは、特定の状況においてFDAによって延長される場合がある 。延長となるケースは、最終研究報告書に提出されたデータが更新される場合や、誤って省略されたデータが提供される場合など、「大幅な修正」のような状況が含まれる。
ユーザー・フィー法は5年ごとに再認可される必要があり、現在のバージョンである PDUFA VII は、2022年9月30日に署名された食品医薬品局再認可法 (FDARA)の一部として再認可された。 再認可は 2027年9 月に期限を迎える。

## 批判
PDUFA dateの導入は、医薬品の審査機関の短縮につながったが、性急な承認につながり、製品が臨床で使用された際に予期せぬ安全性の問題が発生する可能性が懸念されている。2008年3月27日に「ニューイングランド・ジャーナル・オブ・メディシン」に掲載された論文によるとPDUFA dataの導入により、承認決定の件数は審査終了目標日前の数週間に集中した。普通に承認された医薬品と比較して、PDUFA dateの審査終了目標日前の 2ヵ月間に承認された医薬品は、安全上の理由から回収される頻度が高く（オッズ比 5.5、95%信頼区間 (CI)1.3～27.8）、後に黒枠警告が出される頻度が高く（オッズ比 4.4、95%信頼区間 (CI)1.2～20.5）、製薬会社が自主的に製造を中止した剤形が1つ以上ある頻度がより高かった（オッズ比 3.3、95%信頼区間 (CI)1.5～7.5）。